# Ties Verploegh
Ties Verploegh es un deportista neerlandés que compitió en vela en la clase Soling. Ganó una medalla de bronce en el Campeonato Mundial de Soling de 2019.

## Palmarés internacional
| Campeonato Mundial | Campeonato Mundial | Campeonato Mundial | Campeonato Mundial |
| Año                | Lugar              | Medalla            | Clase              |
| ------------------ | ------------------ | ------------------ | ------------------ |
| 2019               | La Baule (Francia) | Medalla de bronce  | Soling             |